# Paulos Stamelos
Paulos Stamelos (in greco Παύλος Σταμέλος?; 2 agosto 1950) è un ex cestista greco.

## Carriera
Con la Grecia ha disputato i Campionati europei del 1973 e due edizioni dei Giochi del Mediterraneo (Smirne 1971, Algeri 1975).